# Septoria selenophomoides
Septoria selenophomoides è una specie di fungo ascomicete della famiglia delle Mycosphaerellaceae. Parassita, causa la septoriosi delle piante di Cattleya.